# Regine Kather
Regine Kather (* 6. April 1955 in Gelsenkirchen-Buer) ist eine deutsche Philosophin und Professorin für Philosophie an der Albert-Ludwigs-Universität Freiburg.

## Biographie
Kather studierte Philosophie, Physik und Religionswissenschaften in Freiburg im Breisgau, Basel und Paris. Im Jahr 1989 promovierte sie in Philosophie, die Habilitation erfolgte 1997. Seit 1985 übernimmt sie Lehrtätigkeiten in Freiburg, Bremen und Hagen; seit 1998 auch in Bukarest und Klausenburg (Rumänien). Darüber hinaus hält Kather häufig Rundfunkvorträge, in denen sie philosophische Themen allgemeinverständlich präsentiert.
Ihre Forschungsschwerpunkte sind Naturphilosophie, Anthropologie, Kosmologie, das Leib-Seele-Problem, Religionsphilosophie und Ethik sowie Fragestellungen an den Grenzgebieten zwischen den empirischen Naturwissenschaften und der Metaphysik. Inhaltlich vertritt Kather eine Position, die eng mit der Prozessphilosophie verbunden ist. Dabei knüpft sie an die Positionen von Leibniz, Whitehead, Scheler, Cassirer, Plessner und Jonas an. Systematisch gilt ihr Interesse den Themen der ‚Zeit’, den Bestimmungen von ‚Leben’ und der Entwicklung eines zeitgemäßen Verständnisses von ‚Natur’ unter Berücksichtigung der ökologischen Problematik.

## Publikationen (Monographien)
- Über Sprache überhaupt und über die Sprache des Menschen. Die Sprachphilosophie Walter Benjamins, Frankfurt a. M., Bern, New York und Paris: Lang 1989.
- Zeit und Ewigkeit. Die Vieldimensionalität menschlichen Erlebens, Würzburg: Ergon 1992.
- Kosmologie im 20. Jahrhundert, Doppelkurseinheit eines Lehrbriefes der Fernuniversität Hagen, Fachbereich Erziehungs-, Sozial- und Geisteswissenschaften, Kurs 3348-3-01-S1, Hagen, 1994.
- Der Mensch – Kind der Natur oder des Geistes? Wege zu einer ganzheitlichen Sicht der Natur, Würzburg: Ergon 1994.
- Ordnungen der Wirklichkeit. Die Kritik der philosophischen Kosmologie am mechanistischen Paradigma, Würzburg: Ergon 1998.
- Gotteshauch oder künstliche Seele? Der Geist im Visier verschiedener Disziplinen, Stuttgart: Akademie der Diözese Rottenburg-Stuttgart 2000.
- Was ist Leben? Philosophische Positionen und Perspektiven, Darmstadt: WBG 2003.
- Person. Die Begründung menschlicher Identität, Darmstadt: WBG 2007. (Inhaltsverzeichnis; PDF; 69 kB)
- Hildegard von Bingen interkulturell gelesen (IKB Band 106), Verlag Traugott Bautz, Nordhausen 2007, ISBN 978-3-88309-286-7.
- Die Wiederentdeckung der Natur. Naturphilosophie im Zeichen der ökologischen Krise, Darmstadt: WBG 2012.

Als Mitherausgeberin:
- Hamid Reza Yousefi, Klaus Fischer, Regine Kather und Peter Gerdsen (Hrsg.): Wege zur Kultur. Gemeinsamkeiten – Differenzen. Interdisziplinäre Dimensionen, Nordhausen: Bautz 2008.

Als Übersetzerin:
- Anne Foerst: Von Robotern, Mensch und Gott. Künstliche Intelligenz und die existenzielle Dimension des Lebens, Göttingen: Vandenhoeck & Ruprecht 2008.
- Ian G. Barbour: Naturwissenschaft trifft Religion. Gegner, Fremde, Partner? Göttingen: Vandenhoeck & Ruprecht 2010.